# Source salée de Tartonne
La source salée de Tartonne est une source située à Tartonne, en France.

## Description
Un panneau à proximité du site donne la plupart des informations utiles (voir photo).

## Localisation
La source est située sur la commune de Tartonne, dans le département français des Alpes-de-Haute-Provence.

## Historique
L'édifice est inscrit au titre des monuments historiques en 1993.